# 반지의 제왕: 반지 원정대
《반지의 제왕: 반지 원정대》(The Lord of the Rings: The Fellowship of the Ring)는 2001년 J. R. R. 톨킨의 동명 소설을 원작으로 하여 만든, 뉴질랜드와 미국 합작, 판타지 서사 영화이다. 반지의 제왕 영화 3부작 중 첫 번째 작품에 해당하며, 피터 잭슨이 감독, 각본, 제작을 맡았다.

## 줄거리
때는 중간계의 제2시대. 엘프, 드워프, 인간을 다스리는 각 왕에게 '힘의 반지'가 주어진다. 어둠의 군주 사우론은 둠 산에서 절대반지를 제조하여, 모든 반지를 다스릴 절대적인 힘을 손에 넣고 중간계를 지배하려 한다. 인간과 엘프는 최후의 연합군을 결성하여 모르도르에서 사우론의 군대와 전투를 벌이고, 곤도르의 이실두르 왕자가 절대반지를 끼고 있던 사우론의 손가락을 자른다. 사우론이 본래의 외형을 잃고 사라지면서 중간계에는 제3시대가 도래한다. 허나 절대반지의 힘에 유혹된 이실두르가 반지를 빼돌리고, 훗날 오크의 손에 죽는다. 절대반지는 2,500년의 세월 동안 잊혀져 있다가 골룸의 손에 들어가나 그만 잃어버리고 만다. 500년이 흐른 뒤 빌보 배긴스라는 호빗이 절대반지를 다시 발견하고, 손가락에 끼면 투명해지는 신비로운 능력에 빠져, 반지의 내력은 알지 못한 채 자신이 갖기로 한다.
그로부터 다시 60년 뒤. 호빗들의 고장 샤이어에서 111세 생일을 맞이한 빌보는 오랜 친구 회색의 간달프를 맞이한다. 빌보는 마지막 여정을 위해 샤이어를 떠날 생각이라며, 자신의 모든 재산을 조카 프로도에게 물려주기로 한다. 하지만 절대반지만큼은 그 힘 앞에 현혹되기 시작한 터라 쉽게 포기하지 못하는 모습을 보인다. 간달프는 빌보의 반지가 심상찮은 것임을 깨닫고 빌보가 반지를 두고 가게 한다. 그리고는 반지를 프로도에게 맡기면서, 절대 아무한테나 넘기지 말고 꼭꼭 지니고 있으라는 당부를 내린다. 이후 반지를 조사하던 간달프는 반지의 본 내력을 발견하고 프로도에게 경고하러 간다. 간달프는 프로도에게 즉시 샤이어를 떠나라 지시하고, 프로도는 샘과 함께 고향을 떠난다. 간달프는 엘프의 고장 리븐델에서 각 종족 대표와 반지 처리 문제를 논의하기로 맘먹고, 백색의 마법사 사루만을 만나러 아이센가드로 향한다. 그러나 사루만은 이미 사우론에게 충성을 맹세하였고, 절대반지의 소재를 알아내기 위해 골룸을 고문해서 '샤이어'와 '배긴스'란 힌트를 얻고, 부하인 아홉 나즈굴에게 명령하여 프로도를 뒤쫓고 있었다. 간달프는 사루만과 격돌하나 결국 사로잡히고 만다.
한편 프로도와 샘의 여정길에 또다른 호빗 친구인 메리와 피핀이 합류하고, 간달프와 만나기로 약속한 브리 마을로 향한다. 중간에 나즈굴의 급습을 간신히 따돌리고 드디어 브리 마을에 도착하지만 간달프는 영영 모습을 보이지 못한다. 이때 스트라이드라는 방랑자가 나서는데 자신은 간달프의 친구이며, 프로도 일행이 리븐델에 도달할 때까지 지켜주겠노라 약속한다. 계속해서 여정에 나선 프로도 일행은 아몬 술에서 매복하고 있던 나즈굴의 습격을 받고, 그 과정에서 나즈굴의 우두머리 위치킹이 프로도를 모르굴의 검으로 찔러 곧 죽을 저주에 걸리게 만든다. 그때 스트라이더와 약혼 관계를 맺은 엘프 아르웬이 나타나 프로도 일행을 구출하고 나즈굴을 무력화시킨 다음, 프로도를 리벤델로 데려가 치유시킨다. 그 사이 간달프는 거대독수리 과이히르의 도움을 받아 사루만의 탑에서 탈출하고, 리벤델로 가서 프로도 일행을 다시 만난다. 그날 밤 스트라이더는 리벤델에서 아르웬과 재회하여 서로간의 사랑과 헌신을 재확인한다. 아르웬의 아버지 엘론드 군주는 대회의를 열어, 절대반지를 둠 산에서 반드시 파괴하자는 결의를 내린다. 누가 파괴할 것인지를 놓고 각 대표가 다투던 중 프로도가 나서서 반지를 파괴하겠다고 말한다. 여기에 간달프, 샘, 메리, 피핀, 엘프 레골라스, 드워프 김리, 곤도르의 보로미르, 스트라이더가 합류하여 반지 원정대가 결성된다. 이때 스트라이더는 자신의 본명이 아라고른임을 밝히는데, 사실 그는 이실두르의 후계자로서 곤도르의 왕위를 정통으로 이어받을 인물이었다. 원정대가 리벤델을 떠나기 전, 프로도는 그곳에 함께 있던 빌보에게서 스팅이라는 검 한 자루를 받는다. 원정대는 사루만의 방해 마법(눈 폭풍)으로 원래 길을 한참 돌아가 모리아 광산을 지나게 되는데, 그곳은 어째서인지 간달프가 무척 꺼려하는 곳이었다.
모리아 광산에 들어간 원정대 앞에 펼쳐진 광경은 본디 그곳에 살던 드워프들의 시체 뿐이었다. 오래지 않아 오크와 동굴 트롤이 나타나 원정대를 공격하고 가까쓰로 물리치지만, 광산 안에 사는 발록인 '두린의 재앙'을 마주치고 만다. 간달프는 발록을 거대한 구덩이 속으로 몰아넣는 데 성공하지만, 발록의 채찍에 잡혀 함께 어둠 속으로 빨려들어가고 만다. 간달프의 빈자리를 아라고른이 대신해 나서고, 여정에 다시 나선 원정대는 엘프 갈라드리엘과 켈레보른이 사는 곳, 로스로리엔에 도착한다. 갈라드리엘은 프로도에게 두 가지 사실을 넌지시 알려주는데, 하나는 프로도만이 반지를 파괴할 의무를 다할 수 있다는 것, 다른 하나는 친구 중 한 명이 반지를 빼앗으려 든다는 것이었다. 한편 사루만은 원정대를 뒤쫓아 제거하기 위해 우루크하이 군을 편성한다.
반지원정대는 로스로리엔을 떠나 파르스갈렌으로 향한다. 간달프의 죽음에 방황하던 프로도는 필사적으로 반지를 빼앗으려는 보로미르와 대적하게 된다. 그를 겨우 저지한 프로도는 다른 친구들도 타락시킬 것을 우려해 혼자서 모르도르로 가기로 결심한다. 그때 숨어있던 우루크하이 병사들이 나타나 원정대를 공격한다. 메리와 피핀은 포로로 잡히고 보로미르는 우르크의 우두머리인 루르츠에게 치명상을 입고 만다. 뒤늦게 도착한 아라고른이 루르츠를 죽이지만 이미 때가 늦은 보로미르는 조용히 눈을 감는다. 샘은 프로도를 지키기 위해 따라가겠다는 간달프와의 약속을 지키기 위해, 혼자 배를 타고 떠나려는 프로도를 붙잡아 동행한다. 아라고른과 레골라스, 김리는 붙잡혀간 메리와 피핀을 구하러 간다.

## 출연
- 일라이저 우드 - 프로도 배긴스

삼촌 빌보 배긴스에게 절대 반지를 상속받은 호빗. 1999년 7월 7일 우드는 첫 배우로 캐스팅되었다. 우드는 또한 원작 소설의 팬으로 프로도 의상을 입고 소설의 대사로 오디션을 치러 150명이 참가한 오디션에서 합격하였다.
- 비고 모텐슨 - 아라곤
- 이언 매켈런 - 회색의 간달프
- 숀 애스틴 - 샘 갬지
- 케이트 블란쳇 - 갈라드리엘
- 숀 빈 - 보로미르
- 크리스토퍼 리 - 백색의 사루만
- 존 리스데이비스 - 김리
- 올랜도 블룸 - 레골라스 그린리프
- 리브 타일러 - 아르웬 운도미엘
- 휴고 위빙 - 엘론드 페레딜
- 이언 홈 - 빌보 배긴스
- 빌리 보이드 - 페레그리 툭(피핀)
- 도미닉 모나한 - 메리아독 브랜디벅

## KBS 성우진 (2003년 9월 10일)
- 강수진 - 프로도 배긴스(일라이저 우드)
- 이정구 - 아라곤(비고 모텐슨)
- 최흘 - 간달프(이언 매켈런)
- 이원준 - 샘(숀 애스틴)
- 오인성 - 메리(도미닉 모나한) / 골룸(앤디 서키스) / 할디르(크레이그 파커)
- 정훈석 - 피핀(빌리 보이드)
- 성완경 - 보르미르(숀 빈)
- 유동균 - 레골라스(올랜도 블룸)
- 한상덕 - 김리(존 리스데이비스)
- 황원 - 빌보 배긴스(이언 홈)
- 엄주환 - 엘론드(휴고 위빙)
- 유강진 - 사루만(크리스토퍼 리)
- 서혜정 - 갈라드리엘(케이트 블란쳇)
- 은영선 - 아르웬(리브 타일러)
- 강구한 - 켈레보른(머르톤 초카스) / 이실두르(해리 싱클레어)
- 이종구 - 여관 주인